# Стража при Раки
Стража при Раки (словен. Straža pri Raki) је насељено место у општини Кршко, Посавска регија, Словенија.

## Историја
До територијалне реорганизације у Словенији била је у саставу старе општине Кршко.

## Становништво
У попису становништва из 2011. године, Стража при Раки је имала 167 становника.
| Број становника према пописима | Број становника према пописима | Број становника према пописима |
| ------------------------------ | ------------------------------ | ------------------------------ |
| 1991                           | 2002                           | 2011                           |
| 170                            | 168                            | 167                            |

Напомена: До 1955. исказивано под називом Стража Светега Валентина.